# 美女與節奏
〈美女與節奏〉（英語："Beauty and a Beat"）是加拿大歌手贾斯汀·比伯在他的2012年第三張錄音室專輯《我相信》中的一首歌。